# میخاییل سرگیویچ ایوانف
میخاییل سرگیویچ ایوانف (۱۹۰۹–۱۹۸۶) ایران‌شناس روس و نویسنده کتب متعدد دربارهٔ تاریخ ایران بود. او استاد علوم تاریخ در دانشگاه دولتی مسکو و مسئول کرسی تاریخ کشورهای خاورمیانه بود.

## کتابشناسی
- فهرست برخی از آثار:
- تاریخ ایران از زمان باستان تا امروز، ا.آ. گرانتوسکی - م.آ. داندامایو، م اس. ایوانف، مترجم، کیخسرو کشاورزی، ناشر: مروارید ۱۳۸۵
- م.س. ایوانف، تاریخ نوین ایران، مترجم، هوشنگ تیزابی. ۱۳۵۸
- م.س. ایوانف، تاریخ انقلاب مشروطه ایران، ۱۹۵۷
- م.س. ایوانف، تاریخ عمومی ایران، ۱۹۵۲